# Pavlovac (Veliki Grđevac)
Pavlovac is een plaats in de gemeente Veliki Grđevac in de Kroatische provincie Bjelovar-Bilogora. De plaats telt 679 inwoners (2001).